# Claude Steiner
Claude Michel Steiner (París, Francia, 6 de enero de 1935; Ukiah, Estados Unidos, 9 de enero de 2017), conocido como Claude Steiner, fue un doctor en psicología, discípulo y colega de Eric Berne (creador del análisis transaccional) y fundador con él de la Asociación Internacional de Análisis Transaccional (ITAA), en la que durante seis años fue vicepresidente a cargo de investigación, innovación e Internet.
Fue fundador del movimiento de psiquiatría radical de los 70, en Berkeley, California, donde todavía reside.
Es autor de una decena de libros en inglés y español sobre el análisis transaccional, juegos de poder y educación emocional, y es pionero con su artículo "Emotional Literacy" de 1984 (Transactional Analysis Journal TAJ, v. 14, n. 3. Julio, 1984).
Puesto que vivió en España y México de niño y adolescente antes de emigrar a los Estados Unidos en 1952, se volvió bilingüe en español e inglés, y además hablaba alemán.

## Biografía
Nació en París el 6 de enero de 1935. Ante la inminente invasión de Francia, su familia llega a España en 1939. Tras finalizar la Segunda Guerra Mundial sus padres emigran a México.[cita requerida]
En 1952 parte a Estados Unidos para estudiar Ingeniería y Física en Santa Mónica, California (EE. UU.). Posteriormente se traslada a Berkeley para seguir dichos estudios en la Universidad de California. Tiempo después los abandona para estudiar psicología.[cita requerida]
En 1957 se encuentra y se hace discípulo de Eric Berne, autor de Juegos en que participamos, de quien con el tiempo se hizo colega, colaborador y amigo, y a quien se unió para fundar la Asociación Internacional de Análisis Transaccional ITAA.
En 1965 obtiene el doctorado en psicología.
En 1969 funda en Berkeley el movimiento de la psiquiatría radical, en estrecha colaboración con el movimiento contra la guerra de Vietnam, mientras sigue con la práctica de la terapia individual y de grupo.[cita requerida]
Tras la muerte de Berne en 1970, Steiner continúa el desarrollo del análisis transaccional (AT) junto a otros colaboradores, con quienes comenzó a hacer aplicaciones del AT en el campo de las emociones. Aumentó su implicación como activista en varios movimientos de liberación.[cita requerida]
En 1975 comenzó a desarrollar la teoría de la economía de caricias y a enseñar sus conceptos de educación emocional, escribiendo un primer artículo en 1984 titulado "Emotional Literacy" (Educación Emocional) en 1984 (Transactional Analysis Journal, TAJ, v. 14, n. 3. julio, 1984).
Finalmente completó sus investigaciones en su libro Educación emocional, publicado por primera vez en 1997 y revisado en su edición en español en el 2010.[cita requerida]
Publicó entre otros títulos 'El cuento de los peluches cálidos',', Curar el alcoholismo, Escritos de psiquiatría radical, Los guiones que vivimos y El otro lado del poder.
Su último libro, El corazón del asunto, compendia y actualiza toda su obra.
Como resumen, Steiner emplea el análisis transaccional como teoría y técnica de estudio del ser humano, la educación emocional como método para tomar conciencia y responsabilidad de nuestros actos, y el desarrollo del poder personal para cambiar nuestra realidad. Estos son los tres pilares centrales sobre los que se basa su sistema: la psicología de la liberación.[cita requerida]
Sus libros se han traducido a doce idiomas, y sus conferencias y cursos poseen una audiencia mundial. Claude Steiner falleció el 9 de enero de 2017.[cita requerida]

## Educación
- 1952-54 Santa Mónica City College, Santa Mónica CA, AA Física
- 1955-57 U. of California, Berkeley, BA psicología.
- 1957-59 U. of California, Berkeley, MA [desarrollo infantil]]
- 1960-65 U. of Michigan, Ann Arbor, Ph.D. psicología clínica